# Amarillisz (keresztnév)
Az Amarillisz női név a görög eredetű amarillisz virágnévből származik, eredeti jelentése: fényes.

## Rokon nevek
Amarilla, Amarill

## Gyakorisága
Az újszülötteknek adott nevek körében az 1990-es években szórványosan fordult elő. A 2000-es és a 2010-es években sem szerepelt a 100 leggyakrabban adott női név között.
A teljes népességre vonatkozóan az Amarillisz sem a 2000-es, sem a 2010-es években nem szerepelt a 100 leggyakrabban viselt női név között.

## Névnapok
május 1.

## Híres Amarilliszek

### Egyéb Amarilliszek
- Amarillisz, növény